# 加色丁禮天主教阿格拉教區
加色丁禮天主教阿格拉教區（拉丁語：Eparchia Akrensis）是伊拉克一個東儀天主教（加色丁禮）教區，屬巴格達總教區。是伊拉克四個加色丁禮教區之一。
教區成立於1850年，1895年與阿馬迪耶教區合併，1910年2月24日析出。2012年有1,190名教友、四個堂區、兩名司鐸。教區主教之位自1998年起處於出缺狀態。